# Borjão
Celso Tadeu Carpeggiani, mais conhecido como Borjão (Erechim, 3 de maio de 1947), é um ex-futebolista brasileiro que atuava como meia.
Ele é irmão do treinador e também ex-meia Paulo César Carpeggiani.

## Títulos
Internacional
- Campeonato Gaúcho: 1973, 1974 e 1975
- Campeonato Brasileiro: 1975

Coritiba
- Campeonato Paranaense: 1978

América de Natal
- Campeonato Potiguar: 1980